# Stane Jagodič
Stane Jagodič, slovenski slikar, grafik, karikaturist, foto montažer, objekt montažer, asemblažist in publicist, * 15. junij 1943, Celje, Slovenija. 

## Življenjepis
Stane Jagodič se je rodil 15. junija 1943 v Celju in mladost preživel v raznih krajih na Šmarskem (okolica Šmarja pri Jelšah). Leta 1964 je končal Šolo za oblikovanje in leta 1970 diplomiral na Akademiji za likovno umetnost v Ljubljani. Deluje kot samostojni ustvarjalec na področjih: slikarstvo, grafika, karikatura, fotomontaža, objekt montaža, asemblaž in kot publicist. Ni ga zanimala samo zunanja podoba-forma figuralnega ali predmetnega sveta ampak tudi notranja. Že v začetku sedemdesetih let (1972) se je začel ukvarjati z rentgenskimi kolaži (X-Ray Art) in vzporedno z abstraktnim slikarstvom, kinetičnimi rešitvami, praygramom ter s kibernetičnim konstruktivizmom in postopoma začel prodirati tudi v notranjost strojnih-računalniških objektov. Velik poudarek vseskozi od leta 1965 daje angažirani umetnosti (lokalni ali občečloveški problematiki) s pomočjo satirične risbe, fotomontaže, tridimenzionalnih objektov in to skozi poetično obarvano simboliko; izraža pa se tudi v besedni obliki.
Bil je član ZDSLU, DOS, Cartoonists Writers Syndicate New York, Board Advisors of the American Biographical Institute (ZDA) in zunanji sodelavec mednarodne revije Graphic Design, Seul. Bil je pobudnik in vodja likovne skupine Grupa Junij, 1970-1985 (mednarodno likovno gibanje), snovalec Mednarodne likovne zbirke Junij in pobudnik ter vodja Slovenskega trienala satire in humorja Aritas-satirA (1995-2001). Priredil je preko petdeset samostojnih razstav in sodeloval na preko dvestotih skupinskih razstavah ter v mnogih likovnih žirijah doma in v tujini. Leta 1989 je izšla njegova monografija, 1993 katalog Častilec svetlobe, srebra in rje in leta 2004 njegovi spomini z naslovom Orbis Artis-Nemirno in Kreativno (1943-2004), ki obsega 800 strani. Za svoje večpredstavnostno ustvarjanje je prejel preko 50 nagrad in priznanj, pretežno v tujini.